# 大瀬明神の神池

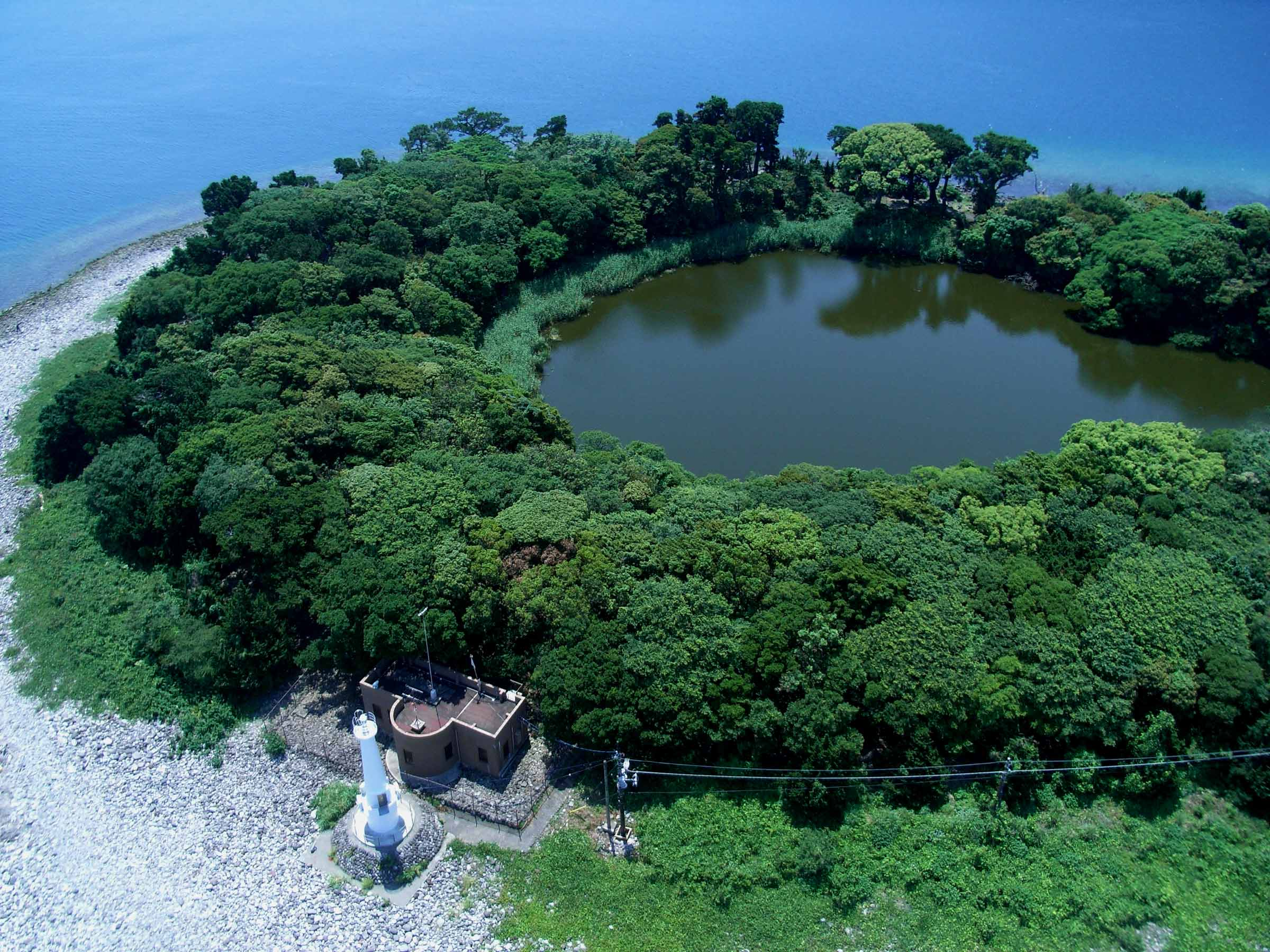
神池

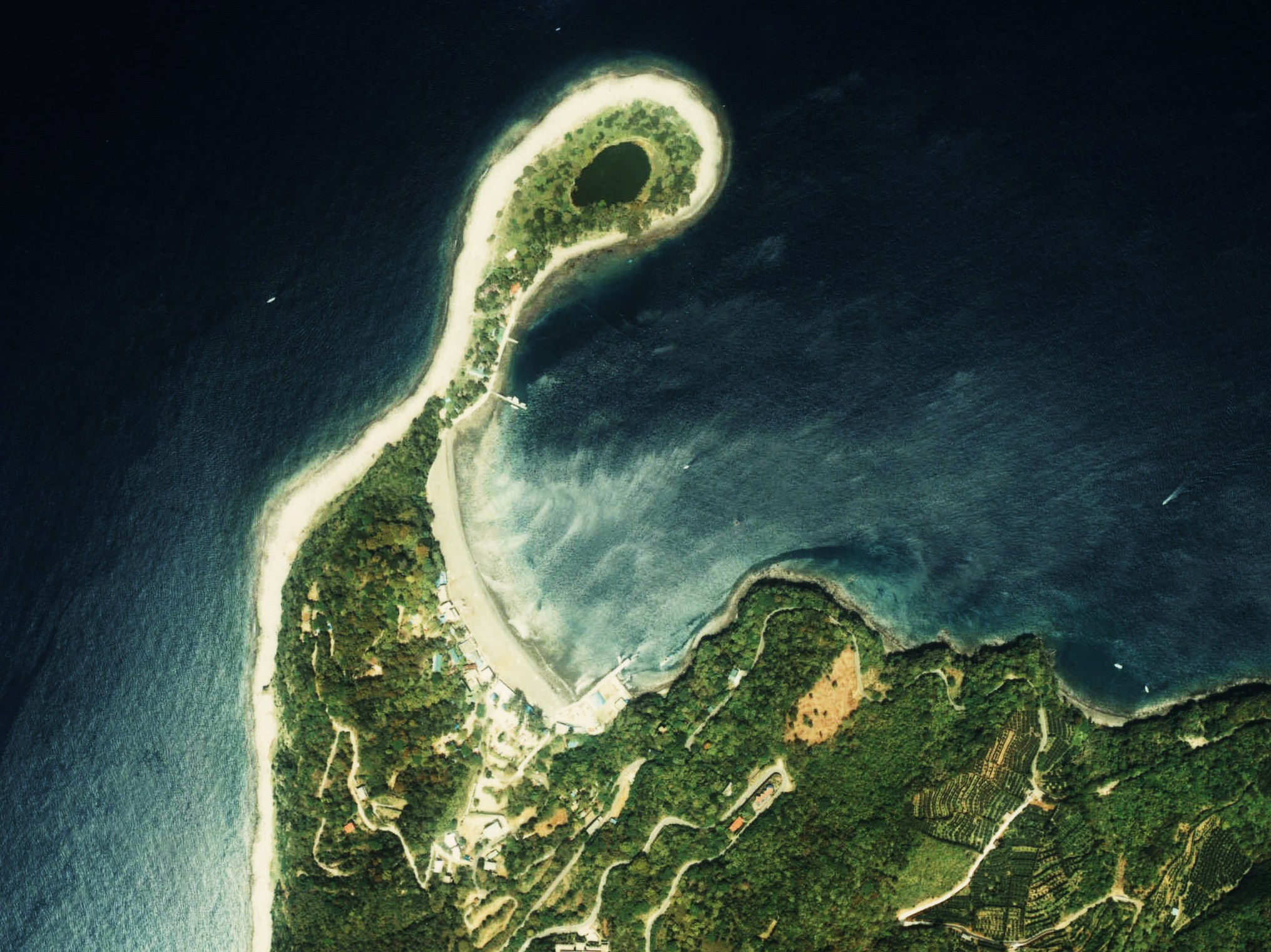
大瀬崎の空中写真（1983年撮影）
岬の先端にある池が神池

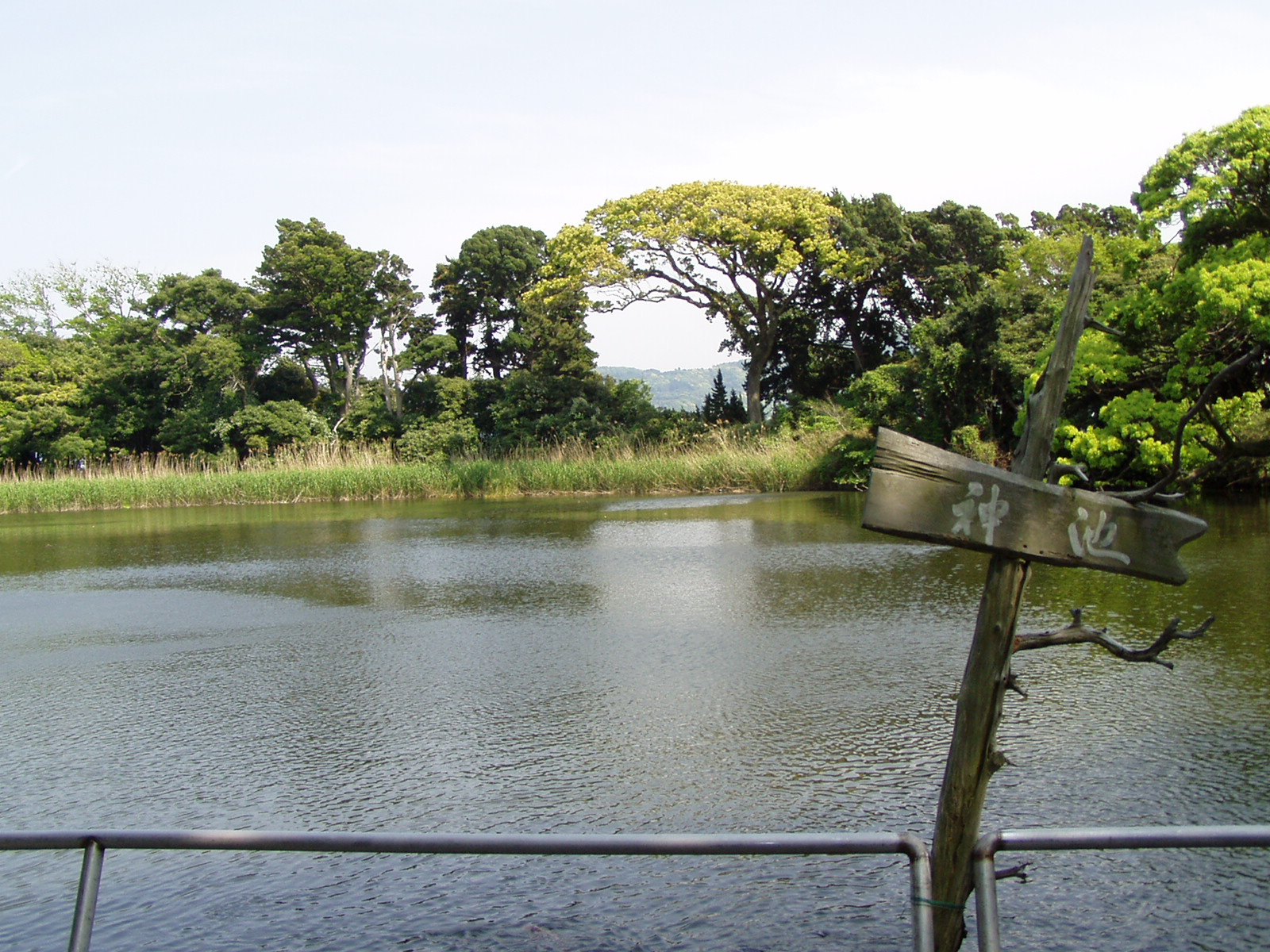
神池
奥の林のすぐ裏は海である。大量の鯉が生息しており、餌を与えると集まってくる。餌は引手力命神社の拝観所や池のそばにある自動販売機で購入可能である。

大瀬明神の神池（おせみょうじんのかみいけ）は、静岡県沼津市西浦江梨、伊豆半島の北西端から北へ突き出した大瀬崎の先端にある、最長部の直径がおよそ100メートルほどの池である。

## 解説
伊豆七不思議の一つ。国の天然記念物である「ビャクシンの樹林」に囲まれてはいるものの、海から最も近いところでは距離が20メートルほど、標高も1メートルほどしかなく、海が荒れた日には海水が吹き込むにもかかわらず淡水池であり、コイやフナ、ナマズなどの淡水魚が多数生息している。
駿河湾を挟んで北方およそ50キロメートルの富士山から伏流水が湧き出ている、などとする説もある一方、海水面の上下に従って水面の高さが変わるとも言われており、何故淡水池であるかは明らかにされていない。神域であり、古くから池を調べたり魚や動植物を獲ったりする者には祟りがあるとされてきた。また実際に池の水が層状に分かれていた場合などに機材や人などが池に入ると取り返しのつかない環境破壊となる恐れが強いこと、透明度が低く池の底の観察が難しいと考えられること、などから今もって詳しい調査はなされておらず、水深すら不明である。

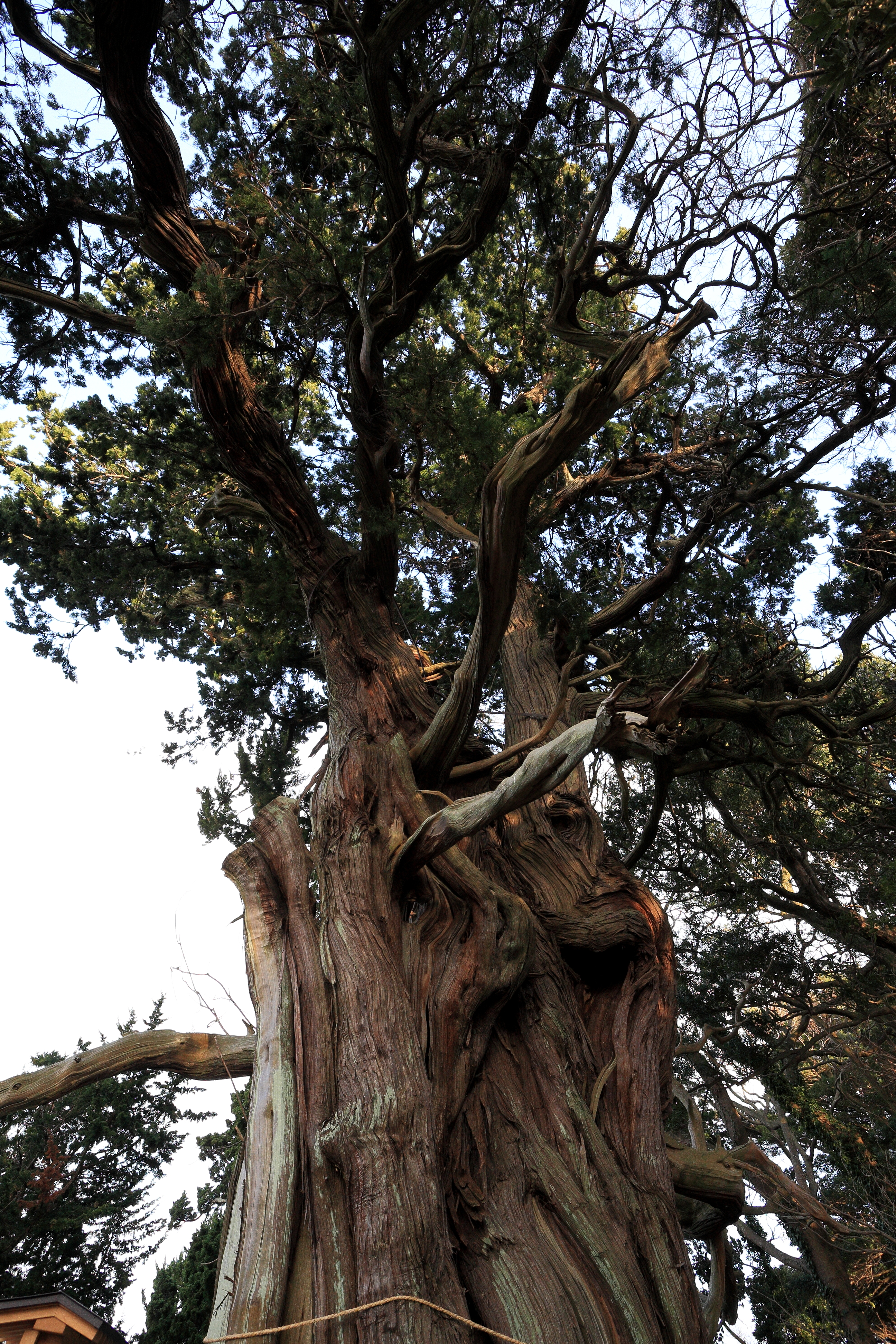
大瀬明神の神池の周りに生えるビャクシン

尚、引手力命神社の境内地であるため、拝観時間は日の出から日没までとされ、拝観料が必要である。また魚や動植物の採取は文化財保護法などにより固く禁じられている。付近には、かつてこの地一帯を支配した江梨鈴木氏の居館「鈴木繁伴館」がある。

## 位置情報
- 北緯35度01分46秒 東経138度47分17秒 / 北緯35.02944度 東経138.78806度
- 大瀬崎［南西］ - 地理院地図
- 静岡県沼津市西浦江梨329 - Google マップ